# Maria Wilckens
Maria Wilckens, född 26 augusti 1665 i Stockholm, död 14 maj 1729 på herrgården Solinge i Romfartuna, var en svensk bruksägare. 
Dotter till köpman Heindrich Wilckens f. 1628 i Stade i svenska provinsen Bremen-Verden, och hans hustru Catharina, änka efter Michel Bartelson. 
Hon var bruksägare från det hon blev änka 1702 till sitt omgifte 1717, av bland annat järnbruket Trångfors, och var en betydande exportör av stångjärn i Bergslagen, vilket gav henne både ekonomiskt och politiskt inflytande i Västerås. 